# Lysmata
Lysmata is een geslacht van kreeftachtigen uit de klasse van de Malacostraca (hogere kreeftachtigen).

## Soorten
- Lysmata amboinensis (de Man, 1888)
- Lysmata anchisteus Chace, 1972
- Lysmata ankeri Rhyne & Lin, 2006
- Lysmata argentopunctata Wicksten, 2000
- Lysmata bahia Rhyne & Lin, 2006
- Lysmata boggessi Rhyne & Lin, 2006
- Lysmata californica (Stimpson, 1866)
- Lysmata chica Wicksten, 2000
- Lysmata debelius Bruce, 1983
- Lysmata dispar Hayashi, 2007
- Lysmata galapagensis Schmitt, 1924
- Lysmata grabhami (Gordon, 1935)
- Lysmata gracilirostris Wicksten, 2000
- Lysmata guamensis Anker & Cox, 2011
- Lysmata hochi Baeza & Anker, 2008
- Lysmata holthuisi Anker, Baeza & De Grave, 2009
- Lysmata intermedia (Kingsley, 1878)
- Lysmata jundalini Rhyne, Calado & dos Santos, 2012
- Lysmata kempi Chace, 1997
- Lysmata kuekenthali (de Man, 1902)
- Lysmata lipkei Okuno & Fiedler, 2010
- Lysmata moorei (Rathbun, 1901)
- Lysmata morelandi (Yaldwyn, 1971)
- Lysmata multiscissa (Nobili, 1904)
- Lysmata nayaritensis Wicksten, 2000
- Lysmata nilita Dohrn & Holthuis, 1950
- Lysmata olavoi Fransen, 1991
- Lysmata pederseni Rhyne & Lin, 2006
- Lysmata philippinensis Chace, 1997
- Lysmata porteri (Rathbun, 1907)
- Lysmata rafa Rhyne & Anker, 2007
- Lysmata rathbunae Chace, 1970
- Lysmata rauli Laubenheimer & Rhyne, 2010
- Lysmata seticaudata (Risso, 1816)
- Lysmata splendida Burukovsky, 2000
- Lysmata stenolepis Crosnier & Forest, 1973
- Lysmata ternatensis de Man, 1902
- Lysmata trisetacea (Heller, 1861)
- Lysmata udoi Baeza, Bolaños, Hernandez & López, 2009
- Lysmata uncicornis Holthuis & Maurin, 1952
- Lysmata vittata (Stimpson, 1860)
- Lysmata wurdemanni (Gibbes, 1850)
- Lysmata zacae Armstrong, 1941